# Coluna de Constantino

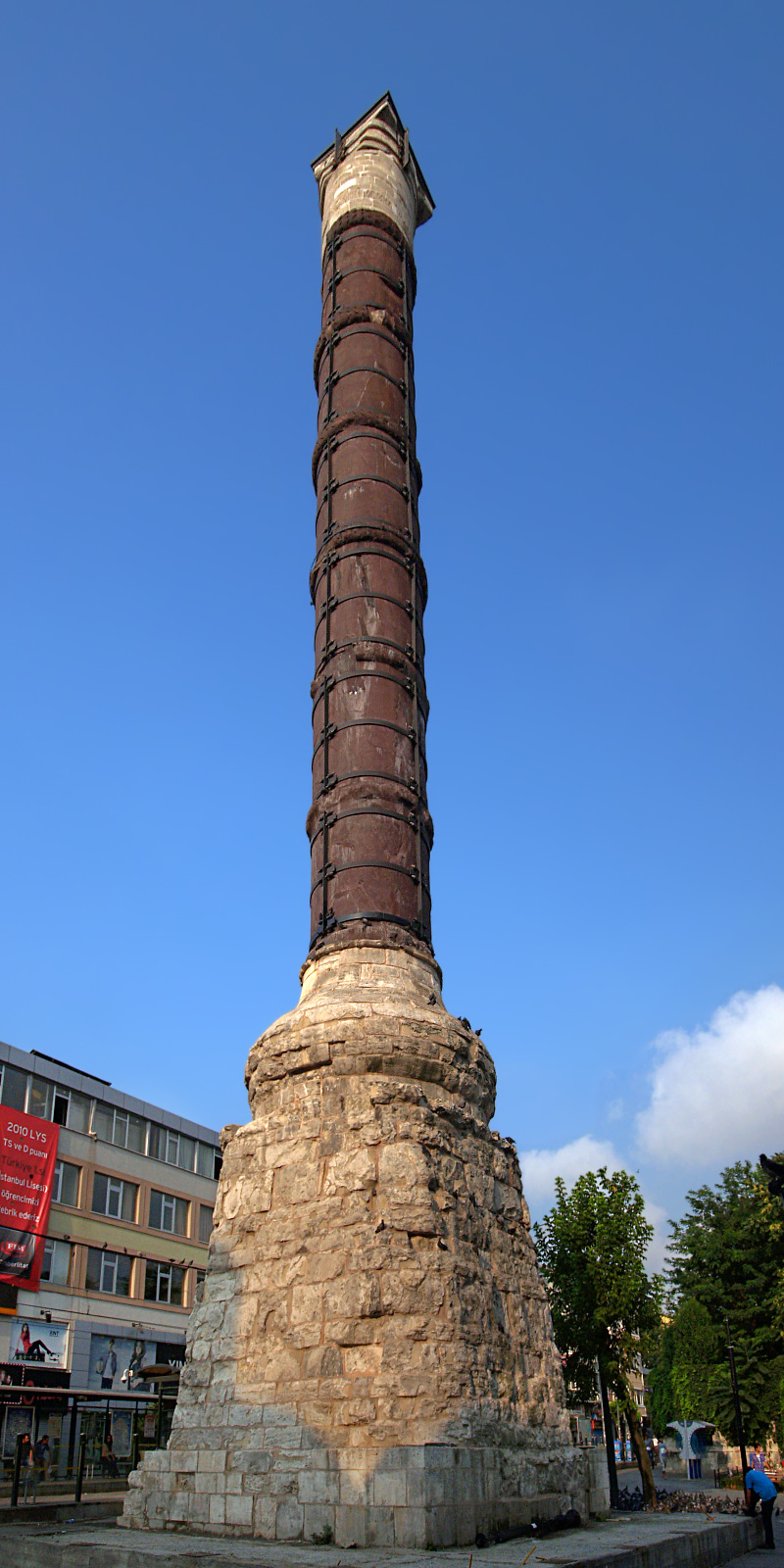
Coluna em 2010

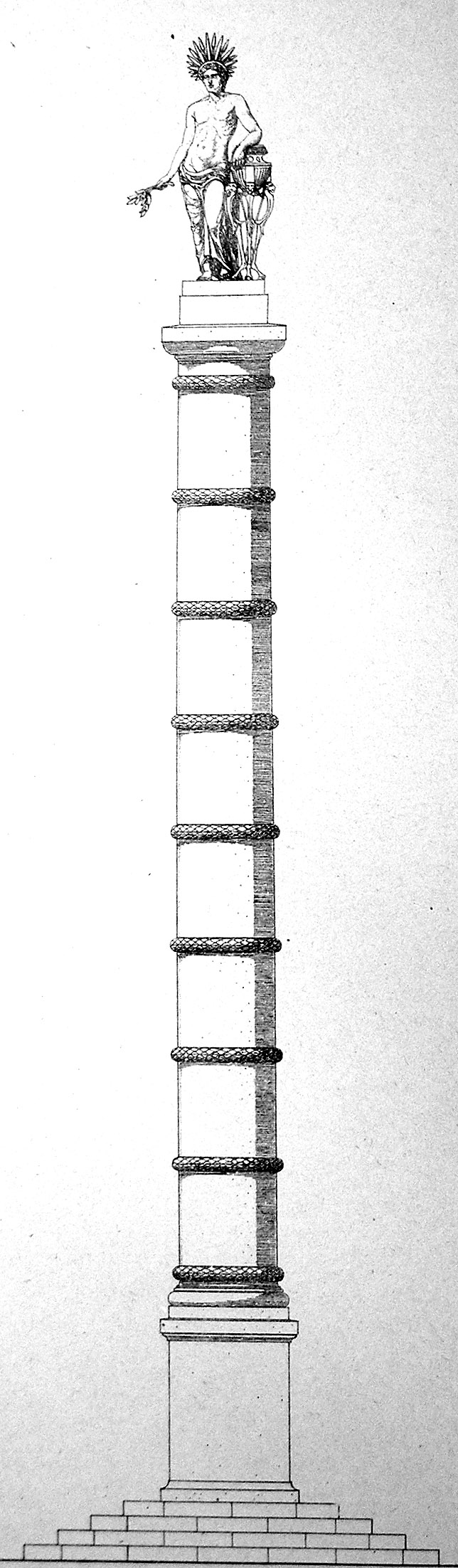
Representação da coluna original coroada pela estátua de Constantino

A Coluna de Constantino (em turco: Çemberlitaş sütunu), também conhecida como Coluna Queimada ou Coluna Anelada, é uma coluna triunfal construída por ordem do imperador romano Constantino no ano 330. Comemora a declaração de Bizâncio (renomeada por Constantino como Nova Roma) como a nova capital do Império Romano. Situada em Yeniçeriler Caddesi entre o Sultanahmet e a Praça Beyazıt (durante a época romana o Fórum de Teodósio), esteve ao longo da história associada como local onde inúmeras relíquias da cristandade foram depositadas, bem como artefatos do passado pagão romano.

## História e descrição
A coluna de Constantino foi consagrada em 11 de maio de 330. Situava-se no centro do Fórum de Constantino (hoje Praça Çemberlitaş), um fórum circular situado na parte exterior das muralhas da cidade. Era originalmente encimada por uma estátua de bronze de Constantino que, segundo lendas bizantinas tardias, estava representado de modo a aludir ao deus Sol Invicto ou então ao deus Hélio; estudiosos como Garth Fowden questionam estas associações, considerando-as errôneas. Diz-se que a orbe da estátua continha um fragmento da Vera Cruz. Na base da coluna se localizava o santuário que continha relíquias das cruzes dos dois ladrões que foram crucificados com Jesus no calvário, a cesta do milagre dos pães e um frasco de azeite do alabastro de Maria Madalena que presumivelmente foi usado por ela para lavar os pés a Jesus, o Paládio da Roma Antiga, o machado com o qual Noé construiu a Arca e uma estátua de madeira de Atena proveniente de Troia.
Em 1106 uma forte tempestade derrubou tanto a estátua como três dos anéis superiores da coluna. Mais tarde o imperador bizantino Manuel I Comneno (r. 1143–1180) substituiu a estátua por uma cruz de bronze e agregou uma inscrição comemorativa: "O fiel Manuel reforçou esta santa obra de arte que se tem ganhado pelo tempo". Instalou guirlandas de bronze que cobriram as uniões entre os anéis para dar maior robustez à coluna, mas foram roubados pelos cruzados que saquearam a cidade durante a Quarta Cruzada em 1204. A cruz foi posteriormente removida pelos otomanos após a tomada da cidade em 1453. Em 1779, devido a um grande incêndio em Istambul, a coluna foi danificada e adquiriu marcas negras de fogo, recebendo então a denominação de "coluna queimada". Neste mesmo ano Abdulamide I (r. 1774–1789) realizou reformas na estrutura, dando-lhe sua base atual.
Contando originalmente com 37 metros de altura, hoje a estrutura possui 35 metros. Foi construída com sete tambores de pórfiro roxo trazidos de Roma para Constantinopla em 328 que repousam sobre uma base e um pedestal. Devido aos danos ocorridos à estrutura ao longo do tempo, para auxiliar na sustentação, atualmente foram adicionados aros metálicos nos tambores.